# Wahoo (Nebraska)
Wahoo település az Amerikai Egyesült Államok Nebraska államában, Saunders megyében, melynek megyeszékhelye is. Lakosainak száma 4818 fő (2020. április 1.).

## Népesség
A település népességének változása:

| 2010 | 4 508 |
| 2020 | 4 818 |